# مقبول (فیلم ۲۰۰۳)
مقبول (انگلیسی: Maqbool) یک فیلم جنایی و تراژدی به کارگردانی ویشال بهاردواج محصول سال ۲۰۰۳ است.
این فیلم الهام گرفته از نمایش‌نامه مکبث است.